# Карагьоз
Карагьозът (Alosa immaculata) (от турски „черно око“), още дунавска скумрия, е вид проходна риба от семейство Селдови. Изхранва се в солени води, а за размножаване навлиза в сладките води на реките. Среща се и в България.

## Описание
Дължината на тялото достига до 36 – 38 cm, теглото до 600 – 700 g.
Тялото е странично сплеснато, удължено и ниско. Има ясно изразен коремен кил от шиповидни люспи. Устата е сравнително голяма, като задния и край задминава окото. Челюстите са еднакво дълги със зъби. Горната челюст е изрязана по средата. В надлъжната линия има 51 – 57 люспи. В основата на опашната перка има 2 удължени люспи. Над основата на коремните перки има триъгълна заострена люспа. Главата е къса. Очите са с развити мастни клепачи. Зад хрилното капаче има тъмно петно, понякога слабо забележимо. Хрилните тичинки са 47 – 69, тънки, обикновено по-къси или равни на хрилните пластинки. Гръдните перки са къси – 15 % от дължината на тялото.

## Разпространение
Карагьозът е проходна риба – приспособен е да живее и в сладки, и в солени води. Разпространен е в Черно и Азовско море. За размножаване навлиза в реките Дунав, Днепър, Днестър, Южен Буг и Дон.

## Хранене и размножаване
Образува 2 биологични форми: едра и дребна. Едрата, която достига размери над 20 cm, расте по-бързо, по студенолюбива е и навлиза по-рано в реките. Продължителността на живота на карагьоза е 7 – 8 г.
Възрастните индивиди са хищници. Хранят се със стадни риби като хамсия, трицона (цаца), атерина и други видове, и по-малко с висши ракообразни. По време на размножаването в реките карагьозът не се храни.
Размножителният период е от средата на април до края на юли, максимум през втората половина на май. Обикновено хвърля хайвера си на 500 – 600 km от устието на реките, на порции. Хайверът е плаващ и се носи по течението на реката. Новоизлюпените рибки се хранят в реките с ротатории, ракообразни и водорасли.

## Стопанско значение
Карагьозът е стопанско значим вид, обект на промишлен риболов в България. Улавя се главно през март – април, по време на пролетната размножителна миграция. Преди 2000 г. годишният улов е бил около 40 – 50 т.